# Elias Bender Rønnenfelt
Elias Bender Rønnenfelt (født 24. marts 1992) en dansk musiker, guitarist og forsanger i bandene Iceage, Marching Church og Vår.
Eilas Bender Rønnenfelt var elev på Bordings Friskole, hvor han mødte Dan Kjær Nielsen som også spiller i Iceage. 